# Algéria az 1992. évi téli olimpiai játékokon
Algéria a franciaországi Albertville-ben megrendezett 1992. évi téli olimpiai játékok egyik részt vevő nemzete volt. Az országot az olimpián 1 sportágban 4 sportoló képviselte, akik érmet nem szereztek. Algéria először vett részt a téli olimpiai játékokon.

## Alpesisí
Férfi
| Versenyző    | Versenyszám            | 1. futam      | 1. futam      | 2. futam | 2. futam | Összesítés | Összesítés |
| Versenyző    | Versenyszám            | Idő           | Hely.         | Idő      | Hely.    | Idő        | Helyezés   |
| ------------ | ---------------------- | ------------- | ------------- | -------- | -------- | ---------- | ---------- |
| Kámel Gerri  | Óriás-műlesiklás       | 1:28,85       | 99.           | 1:34,92  | 81.      | 3:03,77    | 80.        |
| Kámel Gerri  | Szuperóriás-műlesiklás |               |               |          |          | 1:38,94    | 90.        |
| Murád Gerri  | Műlesiklás             | nem ért célba | nem ért célba | kiesett  | kiesett  | kiesett    | kiesett    |
| Murád Gerri  | Óriás-műlesiklás       | 1:28,34       | 97.           | 1:51,99  | 89.      | 3:20,33    | 85.        |
| Murád Gerri  | Szuperóriás-műlesiklás |               |               |          |          | 1:32,76    | 83.        |
| Alláva Latef | Műlesiklás             | nem ért célba | nem ért célba | kiesett  | kiesett  | kiesett    | kiesett    |

Női
| Versenyző       | Versenyszám            | 1. futam | 1. futam | 2. futam | 2. futam | Összesítés | Összesítés |
| Versenyző       | Versenyszám            | Idő      | Hely.    | Idő      | Hely.    | Idő        | Helyezés   |
| --------------- | ---------------------- | -------- | -------- | -------- | -------- | ---------- | ---------- |
| Nászera Búkamúm | Óriás-műlesiklás       | 1:32,66  | 53.      | 1:31,80  | 41.      | 3:04,46    | 42.        |
| Nászera Búkamúm | Szuperóriás-műlesiklás |          |          |          |          | 1:56,07    | 48.        |